# Bibliographisches Institut & F. A. Brockhaus
Bibliographisches Institut & F. A. Brockhaus – oficyna wydawnicza wydająca słowniki, leksykony i encyklopedie pod markami Brockhaus, Duden i Meyer. Od r. 1988 większość udziałów w wydawnictwie ma Langenscheidt. Wydawnictwo powstało w r. 1984 z fuzji przedsiębiorstw Brockhaus i Bibliographisches Institut AG. Siedzibą wydawnictwa jest Mannheim. Wydawnictwo publikuje m.in. Encyklopedię Brockhausa i słownik ortograficzny Duden.